# Струкова Віра Володимирівна
Віра Володимирівна Струкова (у шлюбі — Волкова) (рос. Вера Владимировна Струкова; нар. 6 серпня 1981) — російська футболістка, захисниця. Майстер спорту Росії (1997). Виступала за збірну Росії.

## Життєпис
Вихованка молодіжних команд воронезької «Енергії», перший тренер — Сергій Анатолійович Томілін. З 15-річного віку почала грати за основну команду «Енергії» у вищій лізі Росії. Всього у складі клубу провела 9 сезонів, зігравши 136 матчів та відзначилася 12 голами (за іншими даними — 170 поєдинків та 19 голів). Чемпіонка (1997, 1998, 2002, 2003), срібний (1996, 1999, 2000, 2001) та бронзовий (2004) призер чемпіонату Росії, володарка (1996, 1997, 1999, 2000, 2001) і фіналістка (1998, 2003) Кубку Росії. На початку 2000-их років була капітаном «Енергії». Включалася до списків 33-ох найкращих футболісток Росії. Включена в символічну збірну «Енергії» за 20 років. Після закінчення сезону 2004 року завершила спортивну кар'єру.
У сезоні 1997/98 років виступала в Німеччині за клуб «СВ Клінг Зека».
Виступала за національну збірну Росії. Учасниця чемпіонату світу 2003 року, на якому зіграла всі 4 матчі своєї команди та стала чвертьфіналісткою. Працювала в Ощадбанку в місі Воронежі.

## Особисте життя
Після закінчення ігрової кар'єри вийшла заміж, прізвище в шлюбі — Волкова. Виховаує трьох дітей.